# Раул М. Гонзалез
Раул Маравила Гонзалез (енгл. Raul Maravilla Gonzalez; 3. децембар 1930 — 7. септембар 2014) био је председнички правни саветник, бивши секретар правде Филипина.

## Биографија
Гонзалез је рођен у селу Ла Карлота, 3. децембра 1930. године. Био је четврто дете Делфина Кујимбионга Гонзалеза, последњег градоначелника некадашњег града Јаро у провинцији Илоило. Гонзалез је дипломирао на Колеџу у Сан Аугустину (сада Универзитет) и постао дипломирани правник на Универзитету у Санто Томасу, 1955. године. Гонзалез је полагао такозвани Филипински испит, 1955. године и исте године прошао са резултатима 99% у поправник правима и 95% у међународном праву. Био је удат за Др Пацита Тринидад са којом је имао 4 деце. Његов најстарији син Раул Гонзалез Јр је тренутни представник града Кезон Сити. Други син је актуелни председник националног развоја одборних књига, организације посвећене надограђивању издавачке индустрије на Филипинима. Умро је 7. септембра 2014. године због компликација насталих усред проблема са вишеструким органима.